# Phomatospora arenaria
Phomatospora arenaria är en svampart som beskrevs av Sacc., E. Bommer & M. Rousseau 1890. Enligt Catalogue of Life ingår Phomatospora arenaria i släktet Phomatospora, ordningen kolkärnsvampar, klassen Sordariomycetes, divisionen sporsäcksvampar och riket svampar, men enligt Dyntaxa är tillhörigheten istället släktet Phomatospora, klassen Sordariomycetes, divisionen sporsäcksvampar och riket svampar. Arten är reproducerande i Sverige. Inga underarter finns listade i Catalogue of Life.